# Christie (Unternehmen)
Christie Digital Systems, Inc. ist ein ursprünglich kanadischer Hersteller von Projektionstechnik. Der Verwaltungssitz ist inzwischen in Cypress (Kalifornien) während die Entwicklung und Herstellung im kanadischen Kitchener verblieben ist. Eine weitere Produktionsstätte ist in Shenzhen (China). Christies gehört seit den 1990ern zum japanischen Ushio-Konzern. Ursprünglich stellte die Firma vor allem mechanische 35-mm-Kinoprojektoren, Lampen, Filmtechnik her und importierte japanische Xenon-Leuchtmittel, heute produziert sie größtenteils digitale Projektoren in LCD- und DLP-Technik. Für digitales Kino sind die Projektoren des Herstellers weltmarktführend. Der deutsche Firmensitz und Produktionsstätte Christie Digital Systems Germany GmbH befindet sich in Köln. 